# Oberer Teich
Der Obere Teich ist ein Teich in Oberharz am Brocken auf dem Gebiet des Ortsteils Stiege in Sachsen-Anhalt.
Er umfasst eine Fläche von 2,1 km² und erstreckt sich mit einer Länge von etwa 260 Metern bei einer Breite von bis zu 220 Metern südlich der Ortslage von Stiege. Zu- und Ablauf des Teichs bildet der an der Südostspitze des Teich einmündende und nach Nordosten in Richtung Unterer Teich abfließende Bach Hassel. Südlich des Teichs verläuft die Selketalbahn.